# Dalbergia polyadelpha
Dalbergia polyadelpha är en ärtväxtart som beskrevs av David Prain. Dalbergia polyadelpha ingår i släktet Dalbergia, och familjen ärtväxter. Inga underarter finns listade i Catalogue of Life.